# Rosalia sondaica
Rosalia sondaica là một loài bọ cánh cứng trong họ Cerambycidae.